# Il vaccino non è un'opinione
Il vaccino non è un'opinione è il primo saggio divulgativo scritto da Roberto Burioni, pubblicato presso Mondadori nell'ottobre 2016, col dichiarato fine di smontare le tesi antivacciniste. 
Nel libro, scritto volutamente con un linguaggio comprensibile a tutti, Burioni spiega le motivazioni scientifiche per le quali le vaccinazioni sono vitali e importanti
L'opera ha vinto il Premio Asimov 2017 per la divulgazione scientifica, organizzato dal Gran Sasso Science Institute dell'Aquila.

## Boicottaggio
Nel maggio del 2017, durante il protrarsi della polemica del movimento NO Vax, contro le vaccinazioni obbligatorie e la loro pericolosità, nel giro di un giorno, con un'azione coordinata di shit-storming, furono inserite 42 recensioni negative del libro nella sua pagina in Amazon, di cui 41 da parte recensori non verificati all'acquisto.
Un'altra campagna contro la vendita del libro è stata effettuata nell'estate 2017 coprendo le copie del libro, in vendita in alcuni autogrill con adesivi recanti la scritta L’unica epidemia è la mancanza di libertà,e infilando nelle pagine volantini di associazioni contro le vaccinazioni obbligatorie.

## Edizioni
- Roberto Burioni, Il vaccino non è un'opinione: le vaccinazioni spiegate a chi proprio non le vuole capire, Milano, Mondadori, 2016, ISBN 8852076344, OCLC 982257540.